# Černíkov (Droužetice)
Černíkov je malá vesnice, část obce Droužetice v okrese Strakonice v Jihočeském kraji. Nachází se asi 1,5 kilometru severně od Droužetic. Je zde evidováno 7 adres. V roce 2011 zde trvale žilo deset obyvatel.
Černíkov leží v katastrálním území Černíkov u Strakonic o rozloze 1,76 km².

## Historie
První písemná zmínka o vesnici pochází z roku 1358.

## Obyvatelstvo
| Rok            | 1869 | 1880 | 1890 | 1900 | 1910 | 1921 | 1930 | 1950 | 1961 | 1970 | 1980 | 1991 | 2001 | 2011 | 2021 |
| -------------- | ---- | ---- | ---- | ---- | ---- | ---- | ---- | ---- | ---- | ---- | ---- | ---- | ---- | ---- | ---- |
| Počet obyvatel | 61   | 61   | 48   | 54   | 61   | 58   | 49   | 41   | 33   | 27   | 12   | 11   | 9    | 10   | 22   |
| Počet domů     | 7    | 7    | 7    | 7    | 9    | 8    | 8    | 10   | 9    | 8    | 6    | 7    | 6    | 7    | 9    |

## Obecní správa
Při sčítání lidu v letech 1850–1976 Černíkov byl osadou obce Droužetice v okrese Strakonice. Od 1. dubna 1976 do 31. prosince 1992 byl částí městyse Radomyšl v okrese Strakonice. Od 1. ledna 1993 je opět částí obce Droužetice v okrese Strakonice.

## Galerie

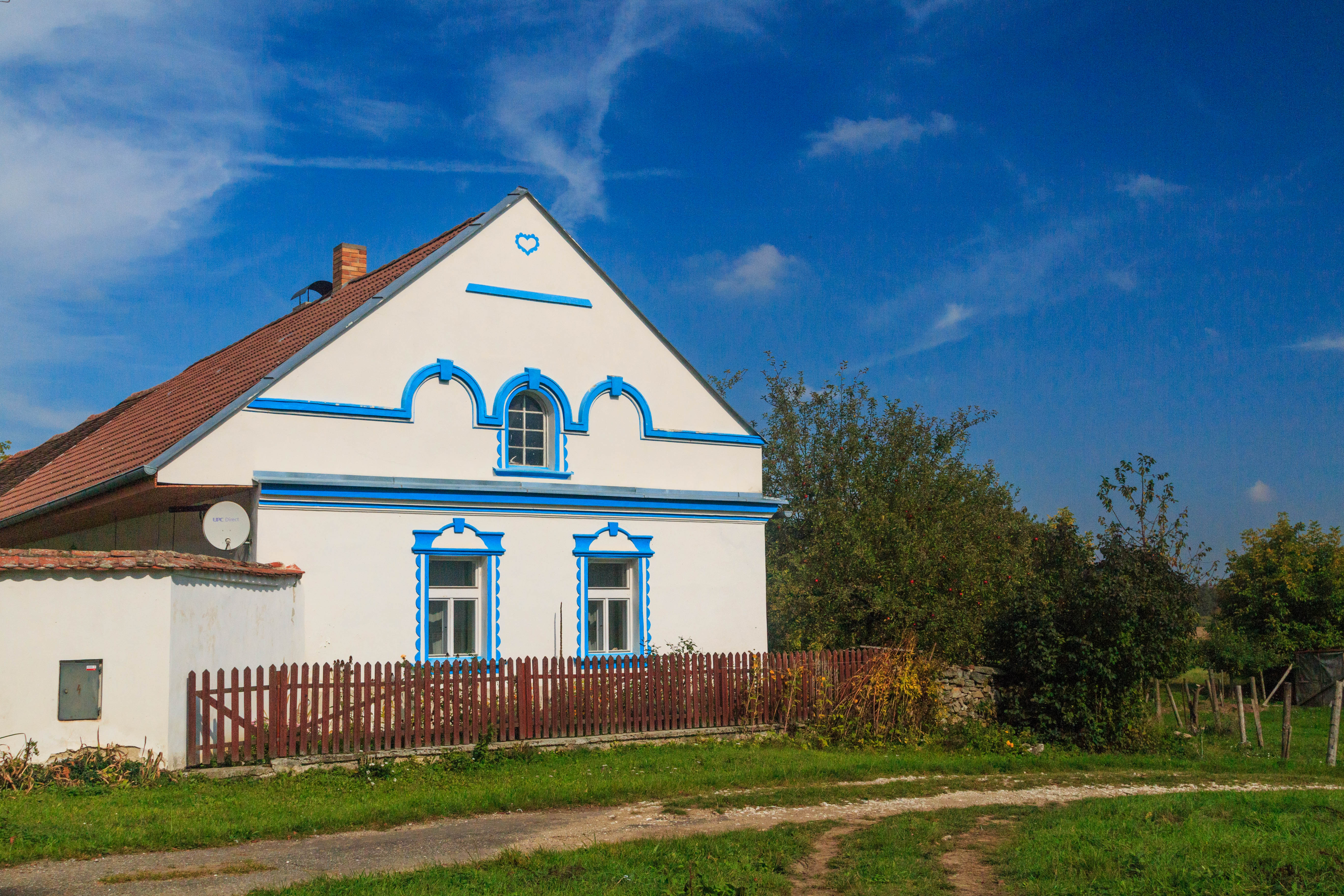
Černíkov u Droužetic – č. 7
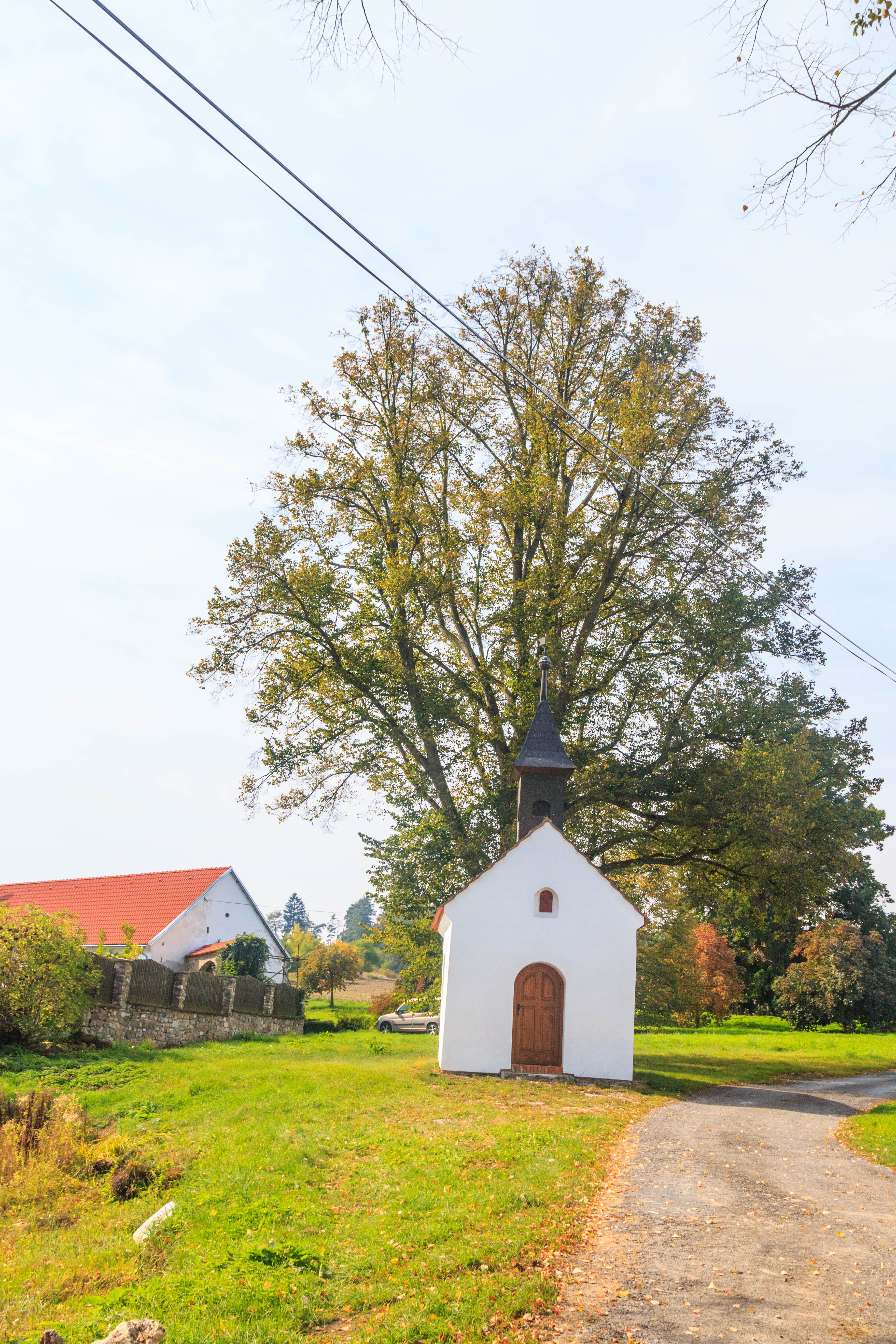
Černíkov u Droužetic – kaple
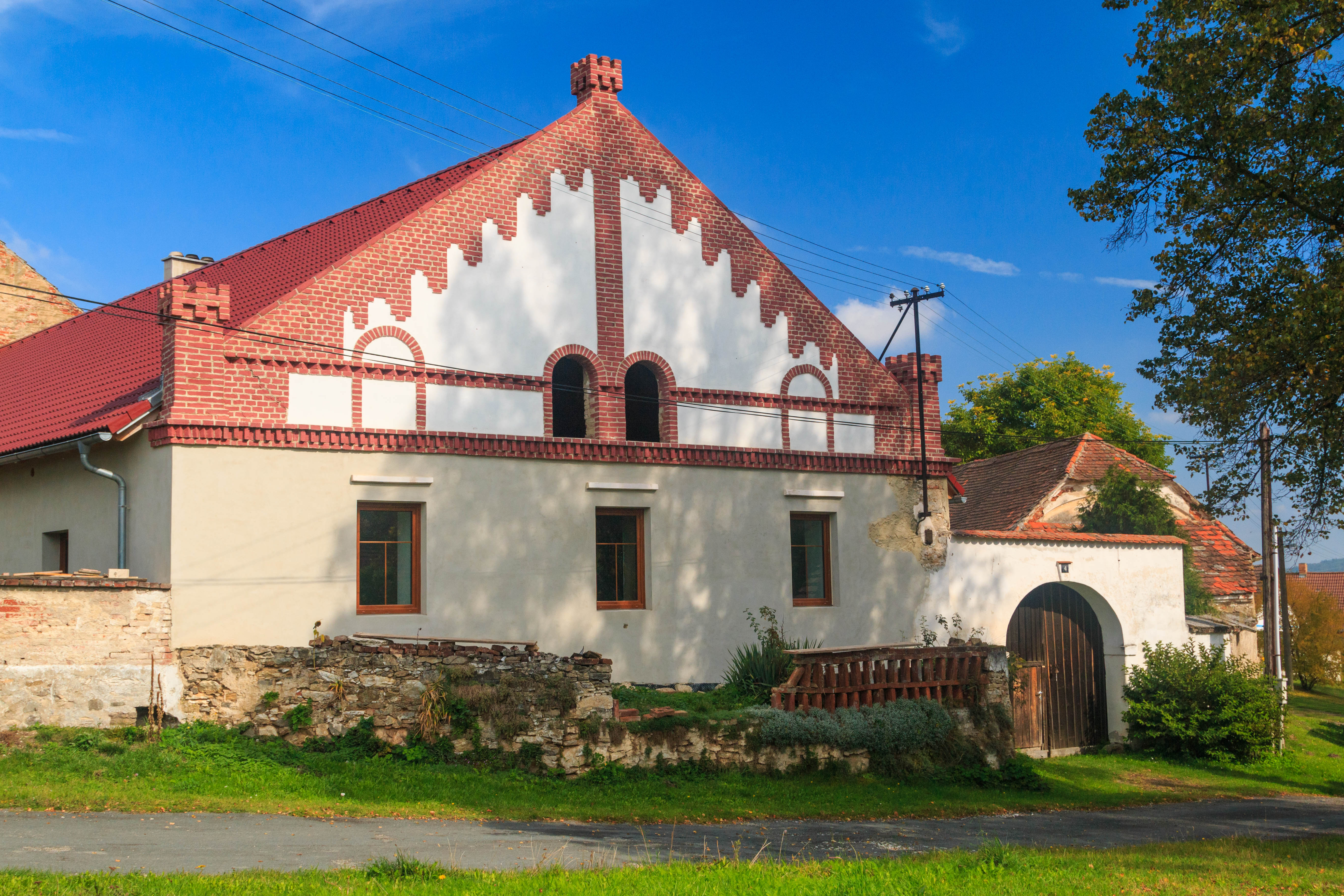
Černíkov u Droužetic – čp. 4
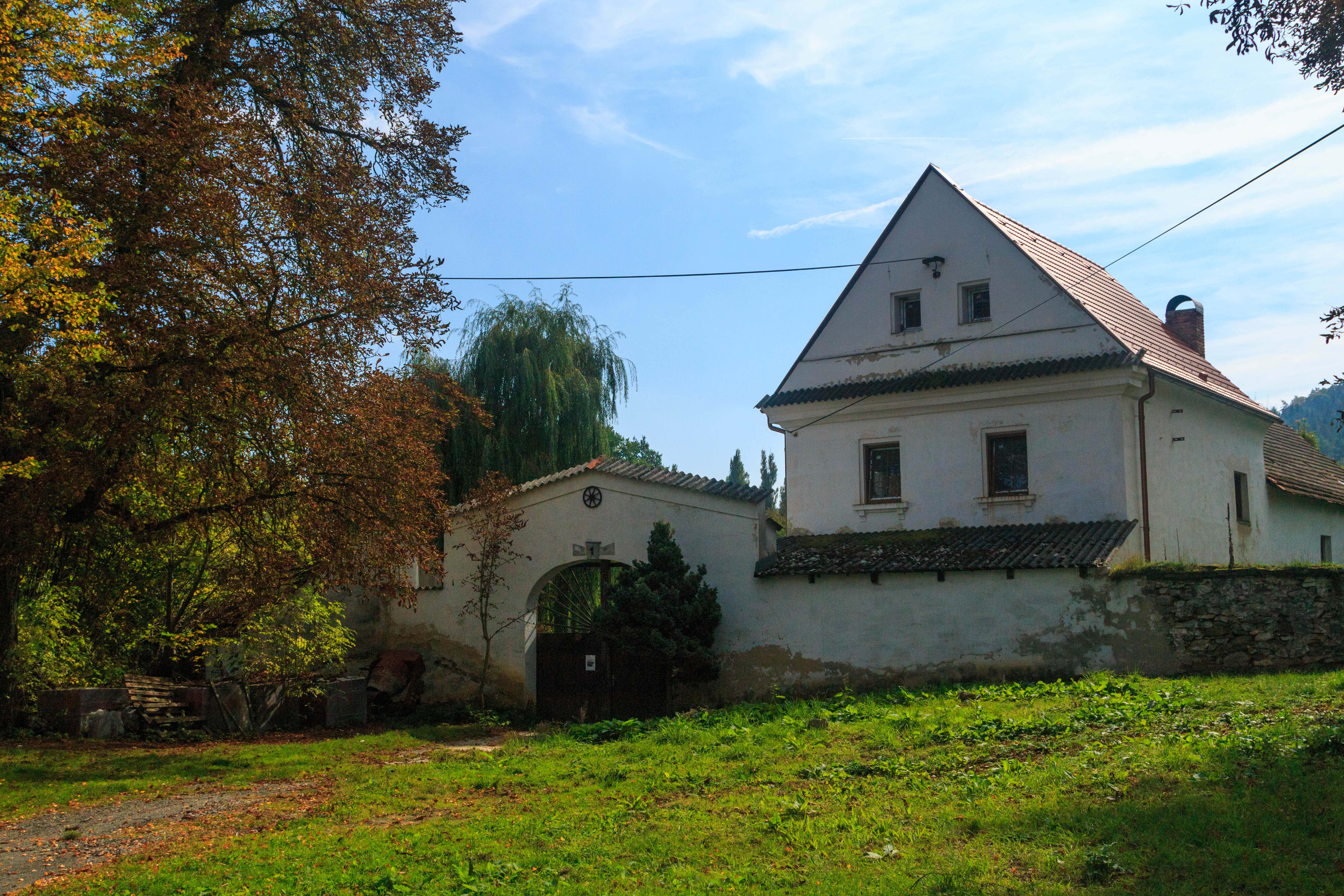
Černíkov u Droužetic – čp. 5